# Lotto-Eddy Merckx/1988
Deze pagina geeft een overzicht van de Lotto-Eddy Merckx wielerploeg in  1988.

## Algemene gegevens
Sponsors: Belgische Nationale Loterij, Eddy Merckx
Ploegleiders: Walter Godefroot, Jean-Luc Vandenbroucke
Fietsmerk: Eddy Merckx

## Renners
| Naam                    | Geboortedatum | Nationaliteit | Ploeg 1987  |
| ----------------------- | ------------- | ------------- | ----------- |
| Carlo Bomans            | 10-06-1963    | België        |             |
| Peter De Clercq         | 02-07-1966    | België        | Neoprof     |
| Patrick Deneut          | 30-01-1960    | België        | Lucas-Arkel |
| Michel Dernies          | 06-01-1961    | België        |             |
| Jan Goessens            | 20-10-1962    | België        |             |
| Marc Houdart            | 10-01-1965    | België        | Neoprof     |
| André Lurquin           | 27-08-1961    | België        |             |
| Rik Mannaerts           | 06-05-1964    | België        |             |
| Patrick Robeet          | 10-10-1964    | België        | Neoprof     |
| Peter Roes              | 04-05-1964    | België        |             |
| Frank Van De Vijver     | 12-11-1962    | België        |             |
| Willem Van Eynde        | 24-07-1960    | België        |             |
| Benjamin Van Itterbeeck | 16-04-1964    | België        |             |
| Koen Vekemans           | 18-11-1966    | België        |             |
| Rudy Verdonck           | 07-08-1965    | België        |             |
| Ludwig Willems          | 07-12-1966    | België        |             |

## Belangrijke overwinningen
| Rund um den Henninger-Turm Michel Dernies Ronde van de Europese Gemeenschap 6e etappe: Ludwig Willems 7e etappe: Koen Vekemans 10e etappe: Peter Roes 11e etappe: Rudy Verdonck Profronde van Almelo Wim Arras GP van Isbergues Jan Goessens |

1985 · 1986 · 1987 · 1988 · 1989 · 1990 · 1991 · 1992 · 1993 · 1994 · 1995 · 1996 · 1997 · 1998 · 1999 · 2000 · 2001 · 2002 · 2003 · 2004 · 2005 · 2006 · 2007 · 2008 · 2009 · 2010 · 2011 · 2012 · 2013 · 2014 · 2015 · 2016 · 2017 · 2018 · 2019 · 2020 · 2021 · 2022 · 2023 · 2024 · 2025